# チェシャキャット (小惑星)
チェシャキャット (6042 Cheshirecat) は、火星横断小惑星である。1990年11月23日、静岡県のJCPMやきいも観測所において、名取亮と浦田武が発見した。浦田の提案にもとづき、ルイス・キャロルの『不思議の国のアリス』に登場する「チェシャ猫」にちなんで命名された。

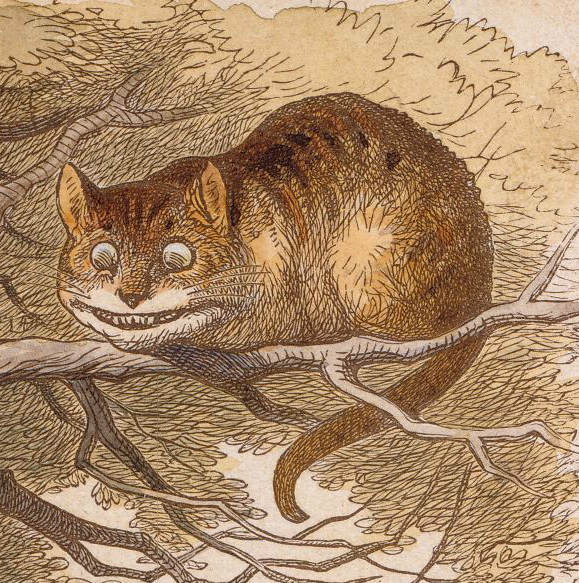
ジョン・テニエル作画チシャ猫